# Авё
Авё (фр. Aveux, окс. Avèus) — коммуна во Франции, находится в регионе Юг — Пиренеи. Департамент — Верхние Пиренеи. Входит в состав кантона Молеон-Барус. Округ коммуны — Баньер-де-Бигор.
Код INSEE коммуны — 65053.

## География

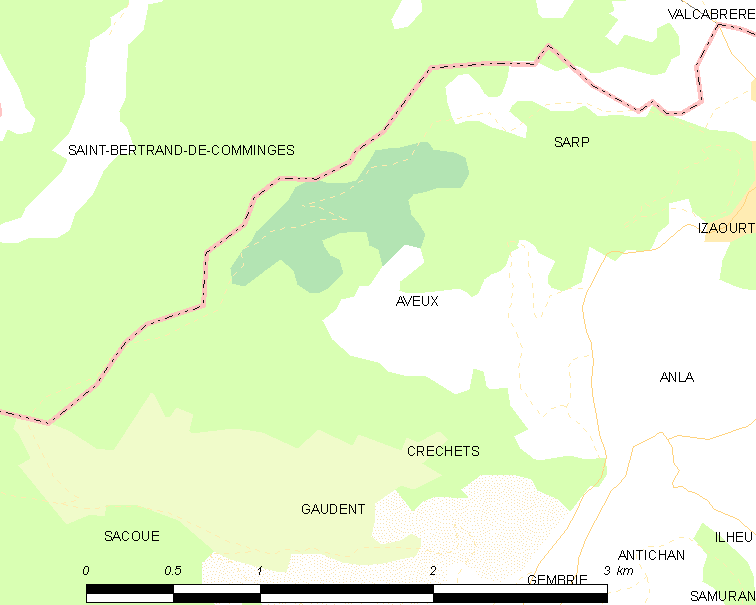
Карта коммуны

Коммуна расположена приблизительно в 670 км к югу от Парижа, в 100 км юго-западнее Тулузы, в 50 км к юго-востоку от Тарба.
По территории коммуны протекают реки Урс и Аррьё (фр. Arrieu).

## Климат
Климат умеренно-океанический с солнечной тёплой погодой и обильными осадками на протяжении практически всего года.

## Население
Население коммуны на 2010 год составляло 51 человек.
| 1962 | 1968 | 1975 | 1982 | 1990 | 1999 | 2010 |
| ---- | ---- | ---- | ---- | ---- | ---- | ---- |
| 48   | 48   | 47   | 54   | 49   | 55   | 51   |

## Администрация
| Период | Период | Фамилия                     | Партия | Примечания |
| ------ | ------ | --------------------------- | ------ | ---------- |
| 2001   | 2020   | Мари-Франсуаза Барю-Вердаль |        |            |

## Экономика
В 2010 году среди 33 человек трудоспособного возраста (15-64 лет) 28 были экономически активными, 5 — неактивными (показатель активности — 84,8 %, в 1999 году было 83,8 %). Из 28 активных жителей работали 28 человек (17 мужчин и 11 женщин), безработных не было. Среди 5 неактивных 0 человек были учениками или студентами, 3 — пенсионерами, 2 были неактивными по другим причинам.

## Достопримечательности
- Часовня Успения Божьей Матери